# Soul Revolution
Soul Revolution — студийный альбом ямайской рэгги-группы The Wailers, вышедший в 1971 году. Альбом имеет вторую ипостась, Soul Revolution Part II, представляющую собой его первоначальную даб-версию.
Продюсер The Wailers, Ли «Скрэтч» Перри, выпустил альбом на собственном лейбле Upsetter, а затем, без ведома группы, отправил запись в Trojan Records. Ввиду незаинтересованности Trojan Soul Revolution Part II, изначально Part II вышел только на Ямайке. В 1988 году Trojan выпустил оба альбома.

## Список композиций
Все композиции написаны Бобом Марли, за исключением отмеченных. «Riding High» и «Brain Washing» исполняет Банни Уэйлер.

### Soul Revolution
1. «Keep On Moving» — 3:09
2. «Don’t Rock My Boat» — 4:33
3. «Put It On» — 3:34
4. «Fussing And Fighting» — 2:29
5. «Duppy Conqueror» — 3:25
6. «Memphis» (Чак Берри) — 2:09
7. «Soul Rebel» — 3:19*
8. «Riding High» (Коул Портер) — 2:46
9. «Kaya» — 2:39
10. «African Herbsman» (Ричи Хэвенс) — 2:24
11. «Stand Alone» — 2:12
12. «Sun Is Shining» — 2:11
13. «Brain Washing» — 2:41
14. «Mr. Brown» (Грегори Исаак) — 3:35*

* — бонус-треки издания Trojan Records.

### Soul Revolution Part II
1. «Keep On Moving» — 3:06
2. «Don’t Rock My Boat» — 4:32
3. «Put It On» — 3:32
4. «Fussing And Fighting» — 2:27
5. «Duppy Conqueror Version 4» — 3:23
6. «Memphis» (Чак Берри) — 2:08
7. «Soul Rebel Version 4» — 2:54*
8. «Riding High» (Коул Портер) — 2:45
9. «Kaya» — 2:37
10. «African Herbsman» (Ричи Хэвенс) — 2:22
11. «Stand Alone» — 2:10
12. «Sun Is Shining» — 2:10
13. «Brain Washing» — 2:40
14. «Dracula» (Грегори Исаак) — 2:54*

* — бонус-треки издания Trojan Records.